# Sędziszowa (województwo małopolskie)
Sędziszowa – wieś w Polsce położona w województwie małopolskim, w powiecie gorlickim, w gminie Bobowa.
| SIMC    | Nazwa       | Rodzaj    |
| ------- | ----------- | --------- |
| 0418030 | Kosiny      | część wsi |
| 0418047 | Paliszowiec | część wsi |
| 0418053 | Zawodzie    | część wsi |

W latach 1975–1998 miejscowość położona była w województwie nowosądeckim.
Miejscowość znajduje się w dolinie Białej, po obydwu stronach jej brzegów, w dwóch regionach geograficznych: na Pogórzu Rożnowskim (tereny po lewej stronie Białej) i Pogórzu Ciężkowickim (po prawej stronie Białej).